# 九龍巴士2B線
九龍巴士2B線是香港九龍的一條巴士路線，來往竹園邨及長沙灣。

## 歷史
- 1988年5月16日：本線投入服務。
- 1988年7月18日：本線長沙灣總站遷往長順街。
- 1992年9月13日：本線長沙灣總站遷往長沙灣廣場。
- 2004年11月20日：本線將2輛非空調巴士換成空調巴士行走。
- 2011年1月17日：本線將餘下2輛非空調巴士換成空調巴士行走，提升至全線空調服務[1]。
- 2012年11月17日：本線削減星期六、日及公眾假期之班次。
- 2015年6月27日：增設到站時間預報。[2]

## 服務時間及班次
| 竹園邨開 | 竹園邨開    | 竹園邨開     | 長沙灣開 | 長沙灣開    | 長沙灣開     |
| 日期     | 服務時間    | 班次（分鐘） | 日期     | 服務時間    | 班次（分鐘） |
| -------- | ----------- | ------------ | -------- | ----------- | ------------ |
| 每日     | 05:40-23:40 | 30           | 每日     | 06:10-00:10 | 30           |

## 收費
全程：$5.6
| - 本線設有12歲以下小童及65歲或以上長者半價優惠。 - 65歲或以上香港居民使用「樂悠咭」，以及12歲以下合資格殘疾兒童使用「殘疾人士身份」個人八達通繳付車資，均可享有每程$2.0或半價（以較低者為準）的票價優惠；12至64歲合資格殘疾人士使用「殘疾人士身份」個人八達通（包括「樂悠咭」），以及60至64歲香港居民使用「樂悠咭」繳付車資，均可享有每程$2.0或全費（以較低者為準）的票價優惠。 - 65歲或以上長者如使用長者或一般個人八達通繳付車資，則只可享有半價優惠；12至64歲合資格殘疾人士如不使用「殘疾人士身份」個人八達通，以及60至64歲人士如不使用「樂悠咭」繳付車資，必須繳付全費。 - 乘客可以現金或八達通於上車時付款，不設找續。 - 每位成人乘客可免費攜帶最多兩名4歲以下而不佔座位的兒童乘客乘車，超額之4歲以下小童必須繳付小童車費乘車。 - 持有「九巴月票」之乘客在車票有效期內，每日可享最多10程任何九龍巴士及龍運巴士路線（包括本路線，以及聯營路線的九龍巴士／龍運巴士提供的班次；惟乘搭機場「A」及「NA」線則可享原價二七折優惠（不會計算每天10次合資格車程））；而B1線則每日可享最多各2程（不會計算每天10次合資格車程）。 - 九龍巴士、城巴、龍運巴士及陽光巴士全職員工及家屬（不包括外判職員）可免費乘搭本路線，惟必須拍職員或職員家屬八達通。 - 乘客亦可透過多元化電子支付系統（e度嘟）繳付車資，包括使用非接觸式VISA卡、JCB卡、萬事達卡、銀聯卡、美國運通、大來國際、Discover Card、Apple Pay、Google Pay、Samsung Pay、AlipayHK「易乘碼」、支付寶、WeChatHK／微信支付「搭車碼」、銀聯雲閃付「乘車碼」及BOC Pay「乘車碼」。乘客使用此付款方式，使用此支付方式的乘客可享有中途下車之分段收費，以及與其他九巴／龍運獨營路線或聯營線九巴／龍運班次之轉乘優惠，惟不適用於與非九巴／龍運路線之轉乘優惠，亦不能享有「公共交通費用補貼計劃」及「長者及合資格殘疾人士公共交通票價優惠計劃」。 |

## 使用車輛
現時本線使用3輛富豪B9TL 12米（AVBWU）及1輛Enviro500 MMC 11.3米（E6M）行走本線。
| 車隊編號 | 車牌   |
| -------- | ------ |
| AVBWU175 | PY4294 |
| AVBWU183 | PY5872 |
| AVBWU257 | RJ4468 |
| E6M115   | XV9679 |

## 行車路線
竹園邨開經：竹園道、馬仔坑道、鳳舞街、富美街、竹園道、聯合道、窩打老道、歌和老街、龍悅道、南昌街、元州街、興華街、長沙灣道及長順街。
長沙灣開經：長順街、大南西街、青山道、大埔道、白田街、窩仔街、南昌街、龍悅道、歌和老街、窩打老道、聯合道、竹園道、富美街、鳳舞街、馬仔坑道及竹園道。

### 沿線車站
| 竹園邨開 | 竹園邨開       | 竹園邨開       | 長沙灣開 | 長沙灣開       | 長沙灣開       |
| 序號     | 車站名稱       | 位置           | 序號     | 車站名稱       | 位置           |
| -------- | -------------- | -------------- | -------- | -------------- | -------------- |
| 1        | 竹園邨巴士總站 | 竹園邨巴士總站 | 1        | 長沙灣巴士總站 | 長沙灣巴士總站 |
| 2        | 浸信會天虹小學 | 竹園道         | 2        | 光昌街         | 青山道         |
| 3        | 馬仔坑遊樂場   | 馬仔坑道       | 3        | 昌華街         | 青山道         |
| 4        | 橫頭磡邨宏業樓 | 富美街         | 4        | 永隆街         | 青山道         |
| 5        | 橫頭磡邨宏富樓 | 富美街         | 5        | 東沙島街       | 青山道         |
| 6        | 香港浸會大學   | 聯合道         | 6        | 九江街         | 青山道         |
| 7        | 根德道         | 歌和老街       | 7        | 石硤尾邨美笙樓 | 窩仔街         |
| 8        | 石硤尾公園     | 歌和老街       | 8        | 石硤尾邨美盛樓 | 南昌街         |
| 9        | 則仁中心       | 歌和老街       | 9        | 白田邨瑞田樓   | 南昌街         |
| 10       | 石硤尾消防局   | 南昌街         | 10       | 石硤尾消防局   | 南昌街         |
| 11       | 白田邨瑞田樓   | 南昌街         | 11       | 則仁中心       | 歌和老街       |
| 12       | 黃棣珊紀念中學 | 南昌街         | 12       | 石硤尾公園     | 歌和老街       |
| 13       | 石硤尾商場     | 南昌街         | 13       | 義德道         | 歌和老街       |
| 14       | 深水埗郵政局   | 元州街         | 14       | 金城道         | 聯合道         |
| 15       | 營盤街         | 元州街         | 15       | 嘉強苑         | 富美街         |
| 16       | 永隆街         | 元州街         | 16       | 橫頭磡邨宏照樓 | 富美街         |
| 17       | 元州商場       | 元州街         | 17       | 天宏苑         | 馬仔坑道       |
| 18       | 長沙灣徑       | 長沙灣道       | 18       | 浸信會天虹小學 | 竹園道         |
| 19       | 長荔街         | 長沙灣道       | 19       | 竹園邨巴士總站 | 竹園邨巴士總站 |
| 20       | 長沙灣巴士總站 | 長沙灣巴士總站 |          |                |                |

## 客量
雖然此路線收費便宜，但班次非常疏落，加上和2F和7M線重疊，客量一直低迷。在2015-16年度巴士路線計劃中，此線最繁忙的一小時平均載客率為64%，而非繁忙時段的平均載客率為22%，被評為「載客率持續偏低」。

## 更多
關於本線的愛好者資料，如車牌資料、主觀性客量描述，請查閲 香港巴士大典上的相关条目：九巴2B線。

## 昔日的九巴路線2B
- 第1代九巴路線2B於1960年1月25日起投入服務，來往旺角碼頭至觀塘，1967年2月23日起延長至秀茂坪，1968年6月4日起停駛，由1A線及輔助線11A取代。
- 第2代九巴路線2B於1970年3月5日起投入服務，來往紅磡碼頭至深水埗碼頭，同年11月1日起延長至九龍城碼頭，1976年11月8日停駛。
- 第3代九巴路線2B是1970年代九龍首條市區通宵線，於1976年12月17日起投入服務，來往九龍城碼頭至佐敦道碼頭，翌年2月24日停駛。
- 第4代九巴路線2B於1979年7月16日起投入服務，來往深水埗碼頭至白田，同年12月31日延長至大窩坪，翌年6月1日起縮短至石硤尾，8月10日停駛。[來源請求]

## 外部連結
- 九龍巴士2B線官方路線資料 （页面存档备份，存于）
- 2B路線介紹 （页面存档备份，存于）
- i-busnet.com－九巴2B號路線KMB Rt. 2B （页面存档备份，存于）